# Шанхай (городская трасса)

Схема трассы(2004)

Схема трассы(2010)

Шанхайская городская трасса — городская гоночная трасса, расположенная в шанхайском районе Пудун. На ней 18 июля 2004 г. состоялся выставочный внезачетный этап ДТМ. Предполагалось провести две укороченных гонки (на трассе отсутствовала возможность проведения пит-стопов). Однако на старте первой гонки автомобили вырвали канализационный люк, повредивший несколько автомобилей, включая машину Бернда Майландера, и гонка была остановлена, пока рабочие заваривали все люки. Из-за задержки было решено отменить вторую гонку. Первую гонку, стартовавшую несколькими часами спустя, выиграл Гэри Паффетт.
В 2010 г. было объявлено, что на трассе длиной 2850 м пройдет зачетный завершающий этап сезона ДТМ 2010 г. Он состоялся в ноябре (изначально предполагался конец октября). В июне 2010г. было объявлено что трасса пройдет не по старому маршруту, а несколько в стороне, но по прежнему в районе Пудун. Длина трассы составила около 3км, и она включала 9 поворотов, в ноябре трасса вновь претерпела изменения в сторону упрощения и уменьшения длины до 2465м.